# 皱叶狗尾草
皱叶狗尾草（学名：Setaria plicata）为禾本科狗尾草属下的一个变种。分布于自华东经华中以至西南各地。具有解毒，杀虫之功效。用于疥癣，丹毒，疮疡。
种名 plicata 意为“折扇状的”、“有褶皱的”。

### 文献
- . 中国植物物种. 昆明: 中科院昆明植物研究所.   [2013年1月17日]. （原始内容存档于2016-03-05）.（简体中文）